# La Garde-Adhémar
La Garde-Adhémar ist eine französische Gemeinde mit 1147 Einwohnern (Stand 1. Januar 2022) im Département Drôme in der Region Auvergne-Rhône-Alpes; sie gehört zum Arrondissement Nyons und zum Kanton Le Tricastin.
Das Dorf ist als eines der Plus beaux villages de France (Schönste Dörfer Frankreichs) klassifiziert.

## Geschichte
La Garde-Adhémar liegt auf einem Felsen, der in Höhe von Pierrelatte das Rhone-Tal dominiert. Im Mittelalter war der Ort eine bedeutende Festung der Familie Adhémar. Im 16. Jahrhundert wurde von Antoine Escalin, Baron de la Garde, Botschafter und Galeerengeneral, ein Renaissance-Schloss gebaut, das bis auf einen Turm während der Revolution zerstört wurde. In diesem Schloss wohnte Pauline de Grignan, Marquise de Simiane, Tochter von Françoise de Sévgné, Comtesse de Grignan, und Enkelin der Marquise de Sévigné.

## Bevölkerungsentwicklung
| Jahr                       | 1962 | 1968 | 1975 | 1982 | 1990 | 1999 | 2009 | 2016 |
| Einwohner                  | 510  | 550  | 880  | 1077 | 1108 | 1075 | 1130 | 1048 |
| Quellen: Cassini und INSEE |      |      |      |      |      |      |      |      |

## Sehenswürdigkeiten
- Kirche St-Michel (Monument historique 1862)
- Priorei Notre-Dame du Val des Nymphes (Monument historique 1889)
- Kapelle der Pénitents blancs (Monument historique)
- Garten des Presbyteriums am Felsabhang unterhalb der Kirche, der 1990 als Kräutergarten gestaltet wurde.